# Heathcote (New Jersey)
Heathcote ist eine Siedlung und ein Census-designated place innerhalb der Gemeinde South Brunswick im Middlesex County, New Jersey, USA. Bei der Volkszählung von 2000 wurde eine Bevölkerungszahl von 4.755 registriert.

## Geographie
Nach den Angaben des United States Census Bureau hat die Ortschaft eine Gesamtfläche von 6,8 km2.

## Demographie
Nach der Volkszählung von 2000 gibt es 4.755 Menschen, 2.035 Haushalte und 1.271 Familien in der Stadt. Die Bevölkerungsdichte beträgt 698,1 Einwohner pro km2. 69,36 % der Bevölkerung sind Weiße, 10,96 % Afroamerikaner, 0,06 % amerikanische Ureinwohner, 16,42 % Asiaten, 0,00 % pazifische Insulaner, 1,07 % anderer Herkunft und 2,12 % Mischlinge. 4,35 % sind Latinos unterschiedlicher Abstammung.
Von den 2.035 Haushalten haben 31,4 % Kinder unter 18 Jahre. 50,7 % davon sind verheiratete, zusammenlebende Paare, 9,7 % sind alleinerziehende Mütter, 37,5 % sind keine Familien, 29,6 % bestehen aus Singlehaushalten und in 3,7 % Menschen sind älter als 65. Die Durchschnittshaushaltsgröße beträgt 2,33, die Durchschnittsfamiliengröße 2,94.
23,2 % der Bevölkerung sind unter 18 Jahre alt, 4,3 % zwischen 18 und 24, 40,1 % zwischen 25 und 44, 25,6 % zwischen 45 und 64, 6,9 % älter als 65. Das Durchschnittsalter beträgt 37 Jahre. Das Verhältnis Frauen zu Männer beträgt 100:87,1, für Menschen älter als 18 Jahre beträgt das Verhältnis 100:82,2.
Das jährliche Durchschnittseinkommen der Haushalte beträgt 80.303 USD, das Durchschnittseinkommen der Familien 92.020 USD. Männer haben ein Durchschnittseinkommen von 71.014 USD, Frauen 43.649 USD. Der Prokopfeinkommen der Stadt beträgt 40.641 USD. 2,4 % der Bevölkerung und 1,4 % der Familien leben unterhalb der Armutsgrenze, davon sind 2,1 % Kinder oder Jugendliche jünger als 18 Jahre und 1,2 % der Menschen sind älter als 65.